# Bedkihal, Chikodi
Bedkihal là một làng thuộc tehsil Chikodi, huyện Belgaum, bang Karnataka, Ấn Độ.